# Neuquensaurus

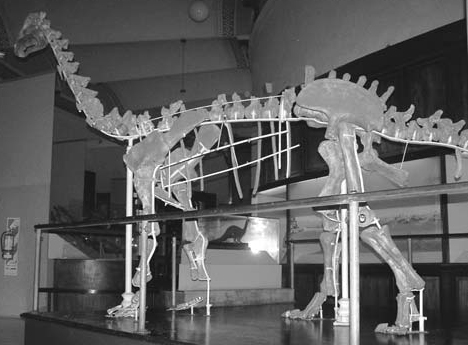
Skelettrekonstruktion im Museo de La Plata in Argentinien

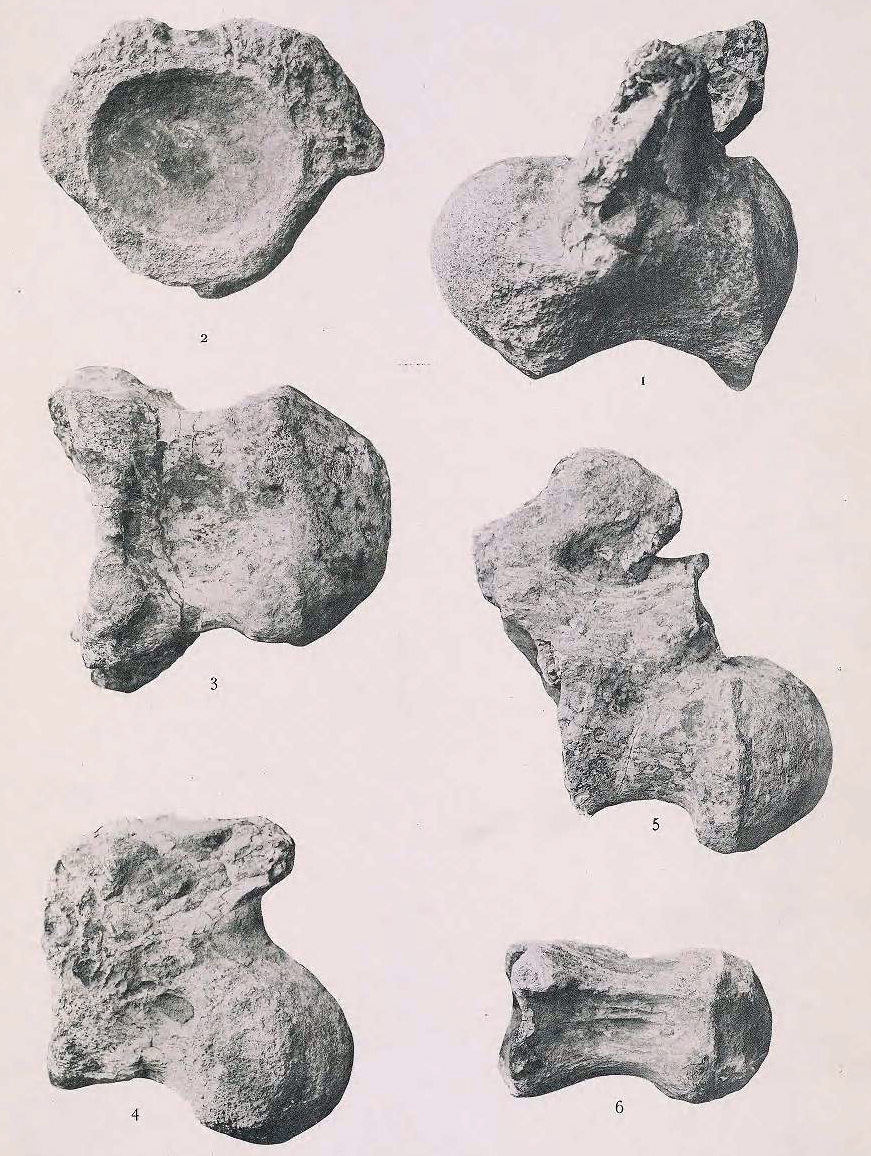
Schwanzwirbel von Neuquensaurus

 Neuquensaurus  („Neuquén-Echse“) ist eine Gattung sauropoder Dinosaurier aus der Gruppe der Titanosauria. Fossilien stammen aus der Oberkreide (Santonium bis Maastrichtium) Argentiniens. Während der Großteil der Fossilien aus der Anacleto-Formation überliefert ist, konnten auch Fossilien aus der Lecho-Formation nachgewiesen werden. Neuquensaurus gehört zu den am besten bekannten Vertretern der Titanosauria – so ist das Postcranialskelett nahezu vollständig bekannt. Schädelknochen wurden allerdings noch nicht gefunden. Die einzige derzeit anerkannte Art ist Neuquensaurus australis.

## Merkmale
Neuquensaurus gehörte mit einer Länge von etwa 8 Metern zu den kleinsten bekannten Sauropoden, so misst der Oberschenkelknochen (Femur) lediglich 0,75 m Länge. Sein Rücken war mit Hautknochenplatten (Osteodermen) bedeckt, wie bei dem verwandten Saltasaurus. Wie bei anderen Vertretern der Saltasauridae war der Schwanz relativ kurz und könnte bei einem möglichen Aufrichten auf die Hinterbeine als Stütze gedient haben.
Diese Gattung lässt sich durch verschiedene Merkmale des Axialskeletts und des Appendikulärskeletts von anderen Gattungen abgrenzen. Wichtige Merkmale finden sich im Kreuzbein: So wies Neuquensaurus 7 Kreuzbeinwirbel auf, während andere Vertreter der Titanosauria lediglich 6 Kreuzbeinwirbel zeigten. Außerdem war das Kreuzbein vom dritten bis zum fünften Kreuzbeinwirbel verschmälert. Besonderheiten des Appendikulärskeletts zeigen sich unter anderem im Bau des Wadenbeins (Fibula), das nach innen rotiert und nach hinten verschoben ist.
Es können zwei verschiedene Morphen unterschieden werden: Eine grazil gebaute und eine robust gebaute Morphe. Von Huene (1929) vermutete, dass die Morphen zwei verschiedene Arten repräsentieren – während er die Funde der grazilen Morphe der Typusart Neuquensaurus australis zuschrieb, stellte er die neue Art Neuquensaurus robustus auf, welche die Funde der robusten Morphe umfassen sollte. Heutige Forscher verwerfen diese Hypothese und gehen stattdessen davon aus, dass die Unterschiede entweder Individuelle Variationen oder einen Sexualdimorphismus darstellen.

## Systematik
Die Systematik innerhalb der Titanosauria ist stark umstritten. In den meisten Studien bildet Neuquensaurus jedoch die Schwestergattung von Saltasaurus; beide Gattungen gelten als die am stärksten abgeleiteten (fortgeschrittenen) Vertreter der Titanosauria. Saltasaurus und Neuquensaurus werden häufig zusammen mit Rocasaurus als Saltasaurinae zusammengefasst. Die Saltasaurinae wiederum werden zusammen mit einer Opisthocoelicaudiinae genannten Gruppe innerhalb der Saltasauridae klassifiziert. Die Saltasauridae stellen die am stärksten abgeleiteten Vertreter der Titanosauria.
John McIntosh (1990) kommt zu dem Schluss, dass Saltasaurus und Neuquensaurus ein und dieselbe Gattung darstellen, da die Unterschiede zwischen diesen Gattungen lediglich marginal seien. Spätere Autoren sind diesem Vorschlag jedoch nicht gefolgt.

## Forschungsgeschichte
Die ersten Funde wurden 1893 von dem britischen Paläontologen Richard Lydekker beschrieben, als dieser das La-Plata-Museum besuchte, um die Fossilien der Museumssammlung zu untersuchen. Lydekker stellte auf Basis dieser Funde eine neue Art der Gattung Titanosaurus auf – Titanosaurus australis. Die Gattung Titanosaurus wurde von Lydekker einige Jahre zuvor anhand von Überresten aus Indien beschrieben. Der Artname der neuen Art, australis (lat. für südlich), soll dabei auf das südliche Vorkommen der Art hinweisen. Lydekker (1893) bemerkt, dass der Großteil der Titanosaurus australis-Funde, einschließlich einer Wirbelserie und Knochen der Vorder- und Hinterbeine, aus einer einzigen Fundstelle in der Provinz Neuquén stammt. Die Knochen seien lose auf der Geländeoberfläche liegend vorgefunden worden. Vermutlich hat Lydekker diese Fundstelle nicht selbst besucht; jedenfalls ist die Fundstelle nicht dokumentiert. Zwei Wirbel, die aus derselben Fundstelle stammen, beschrieb Lydekker als Titanosaurus nanus; diese Art wird heute jedoch nicht mehr akzeptiert.
In den Jahren 1921 bis 1922 sammelten Forscher des La-Plata-Museums unter der Leitung des Paläontologen Santiago Roth zahlreiche Überreste aus den Fundort Cinco Saltos in der Provinz Río Negro. Diese Überreste beschrieb der deutsche Paläontologe Friedrich von Huene in den Jahren 1923 bis 1926; gleichzeitig unterzog er den bereits von Lydekker beschriebenen Funden einer Neuuntersuchung. Von Huene teilte die bekannten Fossilien in zwei verschiedene Arten auf – Titanosaurus australis und Titanosaurus robustus. Erst mit der Doktorarbeit von Powell (1986) erschien eine umfangreiche Revision der Titanosaurier Südamerikas. Powell fasste die Arten Titanosaurus australis und Titanosaurus robustus innerhalb der neuen Gattung Neuquensaurus zusammen. Weitere Neuquensaurus-Funde wurden seitdem von Leonardo Salgado und Kollegen (2005) beschrieben.

## Belege